# 古又文
古又文（英語：Johan Ku，1979年—），出生於台北市，台灣在地成長的服裝設計師，服裝設計風格以雕塑般的服裝外觀著稱。

## 生平
父親在其三歲那年意外身亡，此後由母親從事勞力性質工作，獨力撫養他和兄姐長大。
2009年以2004年於輔仁大學織品服裝研究所就讀時所創作的情緒雕塑（Emotional Sculpture）系列羊毛條編織的立體針織毛衣，在美國最大的國際服裝競賽Gen Art拿下前衛時裝大獎（The Design Vision of Avant-Garde），美國得獎消息隔日成為各大報刊與電視媒體頭條新聞，瞬間成為媒體追逐焦點與台灣知名人物，被台灣媒體稱為「台灣之光」。
2010年三月參與台灣知名女子團體S.H.E新專輯SHERO封面服裝設計；同月13日於臺北市立美術館舉行為期一個月的「破界‧Breakthrough」服裝雕塑展，是第一位作品進入美術館展覽的台灣服裝設計師。
2010年十一月古又文作品再雕塑（Re-Sculpture）與情緒雕塑（Emotional Sculpture）系列被選入英國針織服裝教科書，成為英國針織服裝教學範本。其出生背景、成長歷程以及創作作品打破世俗對於服裝設計專業養成非富即貴之刻版印象，成為台灣文化創意產業界之討論題目。
2011年三月，古又文入選第十二屆東京時裝周（Japan Fashion Week in Tokyo）正式參展名單。
2011年十月，古又文個人品牌Johan Ku 2012春夏季夜光（glow in the dark），作品「雙重效應」（The Two Faces），為被WWD Japan選為該屆東京時裝周最好的七場秀之一（one of the top seven collections in the Mercedes-Benz Tokyo fashion week）。
2012年十一月，美國歌手Carrie Underwood（American Idol Season 4 冠軍）著用Johan Ku 2013SS 系列中的露指短手套於2012全美音樂獎（American Music Awards）上演唱。（Carrie Underwood wore fingerless leather gloves by Johan Ku while performing at the 2012 American Music Awards）

## 求學經歷
- 1997年畢業於臺北市立松山高級商業家事職業學校（主修廣告設計）
- 2003年畢業於樹德科技大學 流行設計系（同時主修服裝設計與織品設計）
- 2005年畢業於臺北輔仁大學 織品服裝研究所作品組（主修服裝設計）
- 2009年入學英國倫敦藝術大學中央聖馬丁藝術與設計學院服裝設計碩士課程(CSM MA Fashion Course)（主修針織服裝（Knitwear Fashion））

## 獲獎
- 2004年台灣服裝設計新人獎 創意組　第三名
- 2004年北京師生盃 中式服裝單項 第一名
- 2005年上海東華杯國際服裝大賽　金獎(第一名)
- 2009年紐約Gen Art's Styles International Design Competition前衛時裝設計獎( The Design Vision of Avant-Garde)
- 2010年台灣博客來 非文學類 年度新秀作家獎（得獎作品為《不讓殘酷的神支配》）[18]

## 論文
- 柔軟雕塑概念應用於服裝創作之研究[19]

## 出版品
- 《不讓殘酷的神支配：古又文的創作與人生》[20]